# Prêmio Einstein
O Prêmio Einstein (em inglês:  Einstein Prize) é um prêmio concedido bianualmente pela American Physical Society por trabalhos em física gravitacional. É denominado em memória de Albert Einstein. É dotado com valor monetário de 10 000 dólares estadunidenses.

## Laureados[1]
- 2003: John Archibald Wheeler, Peter Bergmann
- 2005: Bryce DeWitt
- 2007: Rainer Weiss, Ronald Drever
- 2009: James Hartle
- 2011: Ezra Ted Newman
- 2013: Irwin Shapiro[2]
- 2015: Jacob David Bekenstein
- 2017: Robert Wald
- 2019: Abhay Vasant Ashtekar